# Оби-Гармский район
Оби-Гармский район — административно-территориальная единица в составе Таджикской ССР, Гармского округа и Гармской области, существовавшая с 1931 по 1959 год. Площадь района по данным 1947 года составляла 0,8 тыс. км². Население по данным 1939 года составляло 23 296 чел., в том числе таджики — 97,6 %, русские — 1,6 %.
Оби-Гармский район был образован в составе Таджикской ССР в 1931 году на базе Оби-Гармского тумена Гиссарского округа. Центром района был назначен кишлак Оби-Гарм.
В 1938 году Оби-Гармский район был отнесён к Гармскому округу, а 27 октября 1939 года — к Гармской области. 31 января 1944 года Оби-Гармский район был передан в состав Сталинабадской области, однако уже 11 февраля 1947 года он был возвращён в Гармскую область.
23 октября 1950 года в Оби-Гармском районе были упразднены к/с Майдон и Калайдашт; к/с Бедыхо и Лугур были объединены в Первомайский к/с, а Джавани и Сарай — в к/с Калайнав.
17 апреля 1954 года в Оби-Гармском районе был упразднён к/с Гашион, а 18 декабря того же года был упразднён Первомайский к/с.
24 августа 1955 года в связи с упразднением Гармской области Оби-Гармский район был передан в прямое подчинение Таджикской ССР, а 4 марта 1959 года упразднён с передачей территории в Комсомолабадский и Файзабадский районы. Ныне территорию Оби-Гармского района занимает Рогунский район.